# Leptictidium storchi
Leptictidium storchi és una espècie mamífer extint de la família dels pseudorrincociònids. Fou descrit per Jerry J. Hooker l'any 2013 a partir d'una m1/2 i una m3. Se n'han trobat restes fòssils a França, en estrats de l'Eocè superior. Té les premolars i molars més petites que L. nasutum. Igual que aquesta espècie, L. storchi tenia un paracon i un metacon de la mateixa alçada.
El 1975, Sigé ja s'havia adonat que el material fòssil actualment atribuït a L. storchi pertanyia a un pseudorrincocioní diferent de Pseudorhyncocyon cayluxi. Deu anys més tard, Lister i Storch l'assignaren al gènere Leptictidium. És per aquesta raó que l'espècie porta el nom de Storch.